# Entredicho
 Para el mismo término en otros sistemas jurídicos, véase interdicto e interdicta.
El entredicho o interdicto es, en el derecho canónico, una censura eclesiástica por la cual las autoridades religiosas prohíben a los fieles la asistencia a los oficios divinos, la recepción de algunos sacramentos y la sepultura cristiana.
Se diferencia de la excomunión en que el afectado no es expulsado de la sociedad cristiana, aunque en ambos casos los actos religiosos prohibidos son los mismos, por lo cual la gravedad es menor.

## Tipos
Atendiendo a su ámbito de aplicación el entredicho puede ser:
1. Personal o ambulatorio, cuando afecta directamente a un individuo o a un grupo de ellos;
2. Local, cuando va dirigido contra un determinado lugar, sea iglesia, provincia o estado; afecta indirectamente a las personas que se encuentren en él;
3. Mixto, cuando reúne las dos condiciones anteriores.

Independientemente de la clasificación anterior, atendiendo al rigor del castigo el entredicho puede ser:
1. General o total, cuando prohíbe los oficios divinos, los sacramentos y la sepultura eclesiástica;
2. Especial, particular o parcial, cuando solo excluye de alguno de estos.

El entredicho no debe ser confundido con la cessatio a divinis, que afecta a los clérigos. Durante la cessatio a divinis, el clero no puede celebrar la liturgia por haber sido suspendido; durante el interdicto sí, ya que éste afecta a los fieles y no a los eclesiásticos, aunque los oficios deben celebrarse a puerta cerrada.

### Del rigor del entredicho general
Originalmente el entredicho general prohibía administrar todos los sacramentos a excepción del bautismo a los recién nacidos y el viático (no la extremaunción) a los moribundos, pero pronto se hizo patente que este tipo de sanciones ocasionaba más perjuicios que beneficios: 

...crece la indevoción del pueblo, pululan las heregías y rodean infinitos peligros a las almas, y los debidos obsequios se sustraen a las iglesias sin culpa de ellas.
Bonifacio VIII

Así, con el paso de los años la Santa Sede fue relajando su rigor: Inocencio III permitió la predicación del evangelio y la confirmación a los bautizados y la penitencia a los cruzados y peregrinos; Gregorio IX consintió en la celebración de una misa semanal, que habría de oficiarse a puerta cerrada; Bonifacio VIII autorizó la penitencia a todos los fieles, e hizo diaria la misa semanal, aunque ésta siguió celebrándose privadamente, en voz baja y sin tañer de campanas.

## Aplicación
Al igual que la excomunión, puede ser impuesto de dos maneras distintas: 
- Ferendae sententiae, cuando la pena es impuesta tras un proceso judicial o administrativo, «después de que el ordinario haya visto que la corrección fraterna, la reprensión u otros medios de la solicitud pastoral no bastan para reparar el escándalo, restablecer la justicia y conseguir la enmienda del reo» (canon 1341);
- Latae sententiae, de modo que incurre ipso facto en ella quien comete el delito; según el código de derecho canónico vigente desde 1983, incurre en entredicho latae sententiae quien atenta contra un obispo (canon 1370), quien incita a la desobediencia o el odio hacia la iglesia y quien dirige o promueve una asociación que actúa contra la iglesia (cánones 1373 y 1374), quien sin haber recibido las órdenes sacerdotales celebra la eucaristía, oye una confesión o da la absolución (c. 1378), quien celebra o recibe un sacramento con simonía  (c. 1380), quien acusa en falso a un confesor (c. 1390) o quien contrae matrimonio, aunque solo sea civil, habiendo profesado voto de castidad (c. 1394).[7]

## Algunos entredichos famosos en la historia
El primer entredicho del que se tiene noticia en la historia fue el que formuló el obispo Hincmaro de Laon en el año 869 contra su propia diócesis antes de verse obligado a abandonarla, enfrentado con el rey Carlos el Calvo y con su tío el arzobispo Hincmaro de Reims. Sin embargo este procedimiento fue muy inusual antes de Gregorio VII (1073-1085), y no se hizo habitual sino con Inocencio III (1198-1216), que durante su pontificado llegó a promulgar 57 sentencias de este tipo. El último entredicho local dirigido contra un estado tuvo lugar en 1606, cuando Paulo V lo dictó contra la república de Venecia. De entre los más recientes es destacable el que el obispo de Corpus Christi (Texas) René Henry Gracida formuló contra los políticos proabortistas en 1994, que poco después justificó públicamente.
En tiempos medievales se dieron numerosos casos en los que la iglesia fulminó entredichos locales contra países enteros por motivos varios, siempre relacionados con la actitud de sus gobernantes, que habitualmente eran además excomulgados: «de ordinario los escesos de los príncipes se pagan con el daño de la muchedumbre y de los particulares».
Uno de los motivos que ocasionaron estas sentencias fue la conducta moral de los reyes: en 1193 Celestino III puso en entredicho los reinos de León y Portugal por el matrimonio de Alfonso IX de León con su prima Teresa de Portugal, y pocos años después, ya separados los cónyuges, Inocencio III repitió la sentencia contra León y Castilla por la boda del mismo rey con su sobrina segunda Berenguela. (esto de la consanguinidad entre los contrayentes tenía un trasfondo político más que moral, pues antes y después la Santa Sede había concedido dispensas en casos similares). Una situación similar ocurrió en 1200, cuando el mismo papa dictó la misma sentencia contra Francia para compeler a Felipe Augusto a que dejase a Inés de Méran para volver con Ingeborg de Dinamarca, repudiada varios años antes.
En otras ocasiones estaban fundados en violencias cometidas contra el clero: en 1155 Adriano IV dictó entredicho contra Roma por la agresión a un cardenal llevada a cabo por los partidarios de Arnaldo de Brescia.  En 1246 Inocencio IV puso entredicho en todo el reino de Aragón cuando el rey Jaime I le cortó la lengua al obispo de Gerona, de quien sospechaba que había revelado sus relaciones extramatrimoniales con Teresa Gil de Vidaure En 1279 los parmesanos asesinaron a varios inquisidores en represalia por la ejecución de una mujer del pueblo, y el nuncio apostólico puso entredicho en la ciudad. En 1393 fue el arzobispo de Toledo Pedro Tenorio quien lo dictó contra la corte de Enrique III de Castilla por haberle retenido contra su voluntad. En 1478 Sixto IV decretó el entredicho contra ciudad de Florencia cuando a consecuencia de la Conspiración de los Pazzi que buscaba acabar con los Medici durante la celebración de la misa, se atentó contra la vida del arzobispo Salviati que había sido uno de sus ejecutores.
Las fricciones entre las autoridades civiles y las religiosas dio pie a otros entredichos famosos. La injerencia de los gobernantes en los nombramientos de los cargos eclesiásticos fue motivo de varios de ellos:
Año 1141, cuando Inocencio II puso en entredicho a toda Francia por el rechazo de Luis VII a aceptar a Pierre de La Châtre para el arzobispado de Bourges;
Año 1207, cuando Inocencio III hizo lo mismo contra Inglaterra cuando el rey Juan sin Tierra se empeñó en colocar en el arzobispado de Canterbury a un candidato de su elección, en detrimento del nombrado por el papa, y solo tras años de presión Juan Sin Tierra cede en 1213.
Año 1508, cuando tras la muerte del obispo de Pamplona surgieron entre el rey Juan III de Albret y el papa Julio II las desavenencias por el nombramiento de su sucesor.
Otras veces se debía al apropiamiento que las autoridades civiles hacían de los impuestos destinados a la iglesia, como lo fue el que a principios del siglo XIV se impuso sobre el reino de Castilla cuando Fernando IV se adueñó de las tercias,
Contra Sicilia «así por causa del rompimiento de la guerra como por haber echado mano el rey (Federico II de Sicilia) a los frutos y rentas eclesiásticas»,
Contra la isla de La Palma en 1564, cuando el cabildo se negó a entregar los diezmos.
Otras más fue la violación del asilo en sagrado la que provocó el entredicho, como fue el que tuvo lugar en 1624 cuando el arzobispo Juan Pérez de la Serna dictó contra la Ciudad de México por sus desavenencias con el virrey Diego Carrillo de Mendoza y Pimentel o el impuesto sobre Granada en 1635.